# Tentazioni di una moglie infedele
Tentazioni di una moglie infedele (V: The Hot One) è un film pornografico statunitense del 1978, diretto da Gary Graver (con lo pseudonimo "Robert McCallum").
Distribuita nel periodo della cosiddetta Golden Age of Porn negli anni settanta, la pellicola ha come protagonista Annette Haven.

## Trama
La casalinga infelice Valerie decide di esplorare la sua sessualità diventando una prostituta di alta classe specializzata in giochi di ruolo sessuali. Questo la fa dubitare del suo infelice matrimonio con un mite avvocato.

## Distribuzione
- Westwood Films (1978) (USA) (cinema)
- Million Films (1979) (Giappone) (cinema)
- Cal Vista Video (1980) (USA) (VHS) (versione integrale)
- Videorama (Francia) (VHS)
- Cal Vista Video (1995) (USA) (VHS) (versione tagliata)
- NuTech Digital (2001) (USA) (DVD) (versione tagliata)
- Cinema Network (2004) (Italia) (DVD)